# Rubus hakonensis
Rubus hakonensis är en rosväxtart som beskrevs av Adrien René Franchet och Sav.. Rubus hakonensis ingår i släktet rubusar, och familjen rosväxter. Utöver nominatformen finns också underarten R. h. davidianus.